# José Bunster
José Tomás Alfredo Bunster Bunster (Hacienda Polpaico, Tiltil, 9 de agosto de 1838-Londres, Reino Unido, 13 de agosto de 1903) fue un empresario y político chileno, llegando a ser un senador suplente durante dos períodos consecutivos (1885-1891 y 1888-1894). Considerado como el “Rey de la agricultura” y “Conquistador de La Araucanía”.

## Biografía
Nació en la Hacienda Polpaico, hijo de Grosvenor Bunster Carr-Winckworth y Elizabeth Bunster Noell, y tuvo 13 hermanos. Vivió toda su infancia en el puerto de Valparaíso y realizó sus estudios en el Colegio Inglés de su ciudad natal.
Se casó dos veces, la primera con Lucinda Villagra, con quien tuvo siete hijos; y la segunda con Ester de la Maza, con quien tuvo cuatro hijos más.
Falleció en Londres (Inglaterra), siendo repatriados sus restos a Chile. Actualmente existe un monumento en su honor en la ciudad de Angol.

## Carrera empresarial

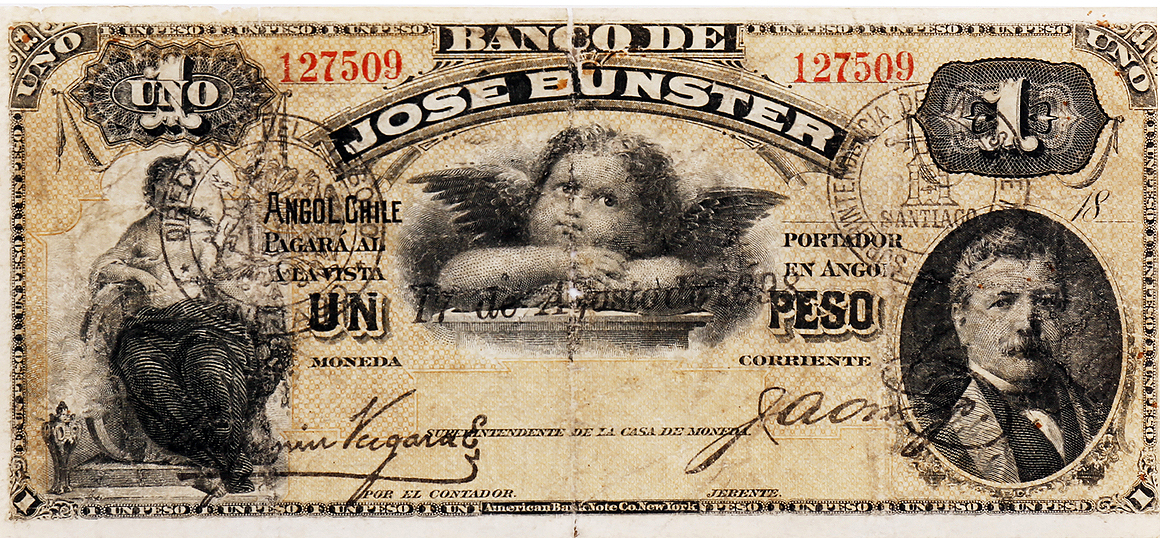
Billete del Banco José Bunster.

En 1857 se establece en Mulchén, donde comenzó la explotación y arrebato de tierras a comunidades indígenas cercanas a La Frontera, pero perdió todas sus inversiones por la revuelta mapuche de 1859 enmarcada en la revolución de ese año, que lo hizo regresar al puerto de Valparaíso a rehacer su fortuna.
Tras rehacer su fortuna en sociedad con ingleses, volvió a las cercanías de Malleco, donde fue un gran terrateniente que impulsó y extendió el cultivo de trigo por la región. Promovió la instalación de molinos harineros en Collipulli, Nueva Imperial, Traiguén y Angol, catapultándolo para 1880, a ser el primer productor de cereales del país aportando la mitad del producto nacional.
La adquisición de miles de hectáreas «mediante la compra, el arriendo, la ocupación, el remate y la violenta expulsión de las comunidades indígenas que habitaban en ellas», le hizo acreedor del apodo "Conquistador de La Araucanía".
Tras varios años de explotación agrícola, ordena la construcción de aserradores mecánicos, un acueducto en Quilapán y el tramo de ferrocarril entre Renaico y Pitrufquén. Su última gran inversión fue la fundación del Banco José Bunster en la comuna de Angol en 1882.
Según Gustave Verniory en su libro de memorias Diez años en Araucanía 1889-1899, le relatan que Bunster se jactaba que el licor de sus destilerías «ha hecho más por la pacificación (léase destrucción) de los indios, que todos los ejércitos chilenos».

## Carrera política
Fue militante activo del Partido Liberal. Ejerció como alcalde de Angol entre 1873 y 1875.
Fue elegido senador suplente por Malleco en dos ocasiones, incorporándose dos veces al Senado (1889-1890). En la segunda ocasión, reemplazó a Aniceto Vergara Albano, integrando la Comisión Permanente de Hacienda e Industria.